# قلب یک شکارچی تنهاست (فیلم)
قلب یک شکارچی تنهاست (به انگلیسی: The Heart Is a Lonely Hunter) فیلمی در ژانر درام به کارگردانی رابرت الیس میلر است که در سال ۱۹۶۸ منتشر شد. این فیلم اقتباسی از رمانی به همین نام، اثر کارسون مک‌کالرز می‌باشد و از بازیگران آن می‌توان به آلن آرکین، سوندرا لوک، استیسی کیچ، سیسیلی تایسون، و چاک مک‌کان اشاره کرد.
آرکین و لوک، هردو به خاطر ایفای نقش در این فیلم نامزد دریافت جایزه اسکار شدند.